# Judith Godrèche
Judith Godrèche (París, 23 de marzo de 1972) es una actriz, directora de cine y guionista francesa.

## Biografía
Godrèche nació en París en 1972. Inició su carrera en 1985 interpretando a la hija de Claudia Cardinale en el filme L'été prochain de Nadine Trintignant. Dos años después interpretó el papel de Catherine en Les mendiants del cineasta Benoît Jacquot. A partir de entonces registró participaciones en producciones cinematográficas de directores como Jean-Pierre Mocky, Jean-François Amiguet, Jerzy Skolimowski, Edouard Molinaro y Phil Joanou, entre otros.
En 2010 debutó como cineasta con la película Toutes les filles pleurent.

## Filmografía

### Como actriz
| Año  | Título                         | Papel               | Director (a)          |
| ---- | ------------------------------ | ------------------- | --------------------- |
| 1985 | L'été prochain                 | Nickie              | Nadine Trintignant    |
| 1987 | Les mendiants                  | Catherine           | Benoît Jacquot        |
| 1987 | Les saisons du plaisir         | Ophélie             | Jean-Pierre Mocky     |
| 1988 | La méridienne                  | Stéphanie           | Jean-François Amiguet |
| 1988 | Un été d'orages                | Laurence            | Charlotte Brandström  |
| 1989 | Sons                           | Florence            | Alexandre Rockwell    |
| 1989 | La fille de quinze ans         | Juliette            | Jacques Doillon       |
| 1990 | The Disenchanted               | Beth                | Benoît Jacquot        |
| 1991 | Ferdydurke                     | Zoo                 | Jerzy Skolimowski     |
| 1991 | Paris s'éveille                | Louise              | Olivier Assayas       |
| 1992 | Emma Zunz                      | Emma Zunz           | Benoît Jacquot        |
| 1993 | Tango                          | Madeleine           | Patrice Leconte       |
| 1993 | Une nouvelle vie               | Lise                | Olivier Assayas       |
| 1994 | Grande petite                  | Bénédicte           | Sophie Fillières      |
| 1995 | L'aube à l'envers              |                     | Sophie Marceau        |
| 1995 | Beaumarchais, l'insolent       | María Antonieta     | Edouard Molinaro      |
| 1995 | Ridicule                       | Mathilde            | Patrice Leconte       |
| 1997 | Le rouge et le noir            | Mathilde de La Mole | Jean-Daniel Verhaege  |
| 1998 | The Man in the Iron Mask       | Christine Bellefort | Randall Wallace       |
| 1998 | Bimboland                      | Cécile Bussy        | Ariel Zeitoun         |
| 1999 | Entropy                        | Stella              | Phil Joanou           |
| 2001 | L'auberge espagnole            | Anne-Sophie         | Cédric Klapisch       |
| 2002 | Parlez-moi d'amour             | Justine             | Sophie Marceau        |
| 2002 | France Boutique                | Estelle             | Tonie Marshall        |
| 2003 | Quicksand                      | Lela Forin          | John Mackenzie        |
| 2004 | Tu vas rire mais je te quitte  | Elise Vérone        | Philippe Harel        |
| 2004 | Tout pour plaire               | Marie               | Cécile Telerman       |
| 2004 | Papa                           | Maman               | Maurice Barthélémy    |
| 2006 | Human Bomb                     |                     | Maurice Barthélémy    |
| 2007 | Je veux pas que tu t'en ailles | Carla               | Bernard Jeanjean      |
| 2008 | Home Sweet Home                |                     | Benoît Lamy           |
| 2009 | Fais-moi plaisir!              | Claire              | Emmanuel Mouret       |
| 2010 | Potiche                        | Elisabeth           | François Ozon         |
| 2010 | Holiday                        | Nadine Trémois      | Guillaume Nicloux     |
| 2011 | L'art d'aimer                  | Amélie              | Emmanuel Mouret       |
| 2013 | Stoker                         | Doctora Jacquin     | Park Chan-wook        |
| 2015 | The Overnight                  | Charlotte           | Patrick Brice         |
| 2018 | Under the Eiffel Tower         | Louise              | Archie Borders        |

### Como cineasta
- Toutes les filles pleurent (2010)[8][9]